# Андон Виячев
Андон Велинов Виячев е български учител, политик и общественик.

## Биография
Роден в с. Шишковци, Кюстендилска област на 2.11.1868 г. Учител (1886-87 и 1891-98), контрольор по десятъка (1888- 89), писар в общинското управление (1898 – 1900) в родното си село. Народен представител в XI обикновено народно събрание (1901). Съдействува активно за развитието на овощарството в с. Шишковци. През 1934 г. дарява 2000000,00 лв. на селото във „Фонд Андон и Стойна В. Виячеви" за културно-просветни и здравно-благотворителни цели. Със средства от фонда са построени гарата и училището, което носи неговото име. Личен приятел на Владимир Димитров-Майстора, съдействува за установяването му в с. Шишковци. С жена си са модели на известната му картина „Семейство".